# Ван Кол, Долф
Адолф Хенри (Долф) ван Кол (нидерл. Adolf Henri "Dolf" van Kol; 2 августа 1902, Амстердам — 20 января 1989, Амстердам) — нидерландский футболист и тренер.

## Ранние годы
Адолф Хенри ван Кол родился 2 августа 1902 года в Амстердаме в семье Хендрикюса Хюбертюса Алойзиуса Марии ван Кола и его жены Анны Браф.  

## Игровая карьера

### Клубная
Ван Кол начинал играть в футбол в спортивном клубе «Спорт Амстердам», а затем выступал за клуб «’т Гой» из города Хилверсюм. В 1924 году он стал игроком амстердамского «Аякса». Всего в составе клуба Долф сыграл 175 матчей и забил 25 мячей, а также становился чемпионом Нидерландов в 1931 и 1932 году. В 1932 году ван Кол завершил свою игровую карьеру в возрасте 30 лет.

### В сборной Нидерландов
В национальной сборной Нидерландов Долф дебютировал 25 октября 1925 года в матче против сборной Дании, который завершился победой Нидерландов со счётом 4:2. В 1928 году Долф в составе олимпийской сборной Нидерландов участвовал на Летних Олимпийских играх 1928, которые проходили в Амстердаме. Долф на турнире сыграл три матча, а его сборная дошла до 1/8 финала, в которой уступила олимпийской сборной Уругвая со счётом 2:0.
Свой первый мяч за сборную Долф забил 4 ноября 1928 года в матче против сборной Бельгии, который завершился вничью 1:1. Всего в составе сборной Долф провёл 33 матча и забил 4 мяча, ван Кол в 7 матчах был капитаном сборной. Свою последнюю игру за Нидерланды, ван Кол провёл 3 мая 1931 года в матче против сборной Бельгии, Долф отличился одним забитым мячом, но это не помогло его сборной, которая поиграла со счётом 4:2.

## Тренерская карьера
В годы Второй мировой войны ван Кол с 1942 по 1945 год был главным тренером амстердамского «Аякса». Под его руководством «Аякс» выиграл кубок Нидерландов в 1943 году. После ван Кола на тренерский пост пришёл англичанин Джек Рейнолдс.

## Личная жизнь
Работал банковским служащим. Долф был женат дважды. Его первой супругой была Хендрика Гертрёйда Кобюссен, уроженка Амстердама. Их брак был зарегистрирован 17 февраля 1927 года в Амстердаме. У них было четверо детей: сын и три дочери. В апреле 1937 года его жена умерла в возрасте тридцати лет.
В октябре 1937 года он женился на 30-летней Марии Йоханне Схенк.

## Статистика

### Матчи ван Кола за сборную Нидерландов
| Матчи ван Кола за сборную Нидерландов | Матчи ван Кола за сборную Нидерландов | Матчи ван Кола за сборную Нидерландов | Матчи ван Кола за сборную Нидерландов | Матчи ван Кола за сборную Нидерландов | Матчи ван Кола за сборную Нидерландов |
| ------------------------------------- | ------------------------------------- | ------------------------------------- | ------------------------------------- | ------------------------------------- | ------------------------------------- |
| №                                     | Дата                                  | Соперник                              | Счёт                                  | Голы ван Кола                         | Соревнование                          |
| 1                                     | 25 октября 1925                       | Дания                                 | 4:2                                   | —                                     | Товарищеский матч                     |
| 2                                     | 28 марта 1926                         | Швейцария                             | 5:0                                   | —                                     | Товарищеский матч                     |
| 3                                     | 18 апреля 1926                        | Германия                              | 2:4                                   | —                                     | Товарищеский матч                     |
| 4                                     | 2 мая 1926                            | Бельгия                               | 1:5                                   | —                                     | Товарищеский матч                     |
| 5                                     | 13 июня 1926                          | Дания                                 | 1:4                                   | —                                     | Товарищеский матч                     |
| 6                                     | 31 октября 1926                       | Германия                              | 2:3                                   | —                                     | Товарищеский матч                     |
| 7                                     | 13 марта 1927                         | Бельгия                               | 0:2                                   | —                                     | Товарищеский матч                     |
| 8                                     | 1 мая 1927                            | Бельгия                               | 3:2                                   | —                                     | Товарищеский матч                     |
| 9                                     | 12 июня 1927                          | Дания                                 | 1:1                                   | —                                     | Товарищеский матч                     |
| 10                                    | 13 ноября 1927                        | Швеция                                | 1:0                                   | —                                     | Товарищеский матч                     |
| 11                                    | 20 ноября 1927                        | Германия                              | 2:2                                   | —                                     | Товарищеский матч                     |
| 12                                    | 11 марта 1928                         | Бельгия                               | 1:1                                   | —                                     | Товарищеский матч                     |
| 13                                    | 1 апреля 1928                         | Бельгия                               | 0:1                                   | —                                     | Товарищеский матч                     |
| 14                                    | 22 апреля 1928                        | Дания                                 | 2:0                                   | —                                     | Товарищеский матч                     |
| 15                                    | 6 мая 1928                            | Швейцария                             | 1:2                                   | —                                     | Товарищеский матч                     |
| 16                                    | 30 мая 1928                           | Уругвай                               | 0:2                                   | —                                     | Олимпийские игры 1928                 |
| 17                                    | 5 июня 1928                           | Бельгия                               | 3:1                                   | —                                     | Олимпийские игры 1928                 |
| 18                                    | 8 июня 1928                           | Чили                                  | 2:2 (жребий)                          | —                                     | Олимпийские игры 1928                 |
| 19                                    | 14 июня 1928                          | Египет                                | 1:2                                   | —                                     | Товарищеский матч                     |
| 20                                    | 4 ноября 1928                         | Бельгия                               | 1:1                                   | 1                                     | Товарищеский матч                     |
| 21                                    | 2 декабря 1928                        | Италия                                | 2:3                                   | —                                     | Товарищеский матч                     |
| 22                                    | 17 марта 1929                         | Швейцария                             | 3:2                                   | 1                                     | Товарищеский матч                     |
| 23                                    | 5 мая 1929                            | Бельгия                               | 1:3                                   | —                                     | Товарищеский матч                     |
| 24                                    | 9 июня 1929                           | Швеция                                | 2:6                                   | —                                     | Товарищеский матч                     |
| 25                                    | 12 июня 1929                          | Норвегия                              | 4:4                                   | —                                     | Товарищеский матч                     |
| 26                                    | 3 ноября 1929                         | Норвегия                              | 1:4                                   | —                                     | Товарищеский матч                     |
| 27                                    | 6 апреля 1930                         | Италия                                | 1:1                                   | —                                     | Товарищеский матч                     |
| 28                                    | 4 мая 1930                            | Бельгия                               | 2:2                                   | 1                                     | Товарищеский матч                     |
| 29                                    | 8 июня 1930                           | Венгрия                               | 2:6                                   | —                                     | Товарищеский матч                     |
| 30                                    | 2 ноября 1930                         | Швейцария                             | 3:6                                   | —                                     | Товарищеский матч                     |
| 31                                    | 29 марта 1931                         | Бельгия                               | 3:2                                   | —                                     | Товарищеский матч                     |
| 32                                    | 26 апреля 1931                        | Германия                              | 1:1                                   | —                                     | Товарищеский матч                     |
| 33                                    | 3 мая 1931                            | Бельгия                               | 2:4                                   | 1                                     | Товарищеский матч                     |

Итого: 33 матча / 4 гола; 8 побед, 9 ничьих, 16 поражений.

## Достижения
Клубные:
- Чемпион Нидерландов: 1931, 1932

Тренерские:
- Обладатель Кубка Нидерландов: 1943